# Vasile Podhradszky
Vasile Podhradszky (n. 20 martie 1920 - d. 17 septembrie 1998) a fost un deputat român în legislatura 1990-1992, ales în județul Cluj pe listele partidului UDMR.